# Marion County (Oregon)
Marion County ist ein County im Bundesstaat Oregon der Vereinigten Staaten. Das U.S. Census Bureau hat bei der Volkszählung 2020 eine Einwohnerzahl von 345.920 ermittelt. Der Verwaltungssitz (County Seat) ist Salem, das gleichzeitig die Hauptstadt von Oregon ist. Das County ist nach dem General des Unabhängigkeitskrieges Francis Marion benannt.

## Geographie
Das County hat eine Fläche 3093 km²; davon sind 26 Quadratkilometer (0,85 Prozent) Wasserfläche.

## Geschichte
Das County wurde am 5. Juli 1843 gegründet und hieß ursprünglich Champoeg. Am 3. September 1849 erfolgte die Umbenennung auf den heutigen Namen, der auf den Offizier der Kontinentalarmee, Francis Marion, zurückgeht.
114 Bauwerke und Stätten des Countys sind im National Register of Historic Places (NRHP) eingetragen (Stand 18. Juli 2018).

## Demografische Daten

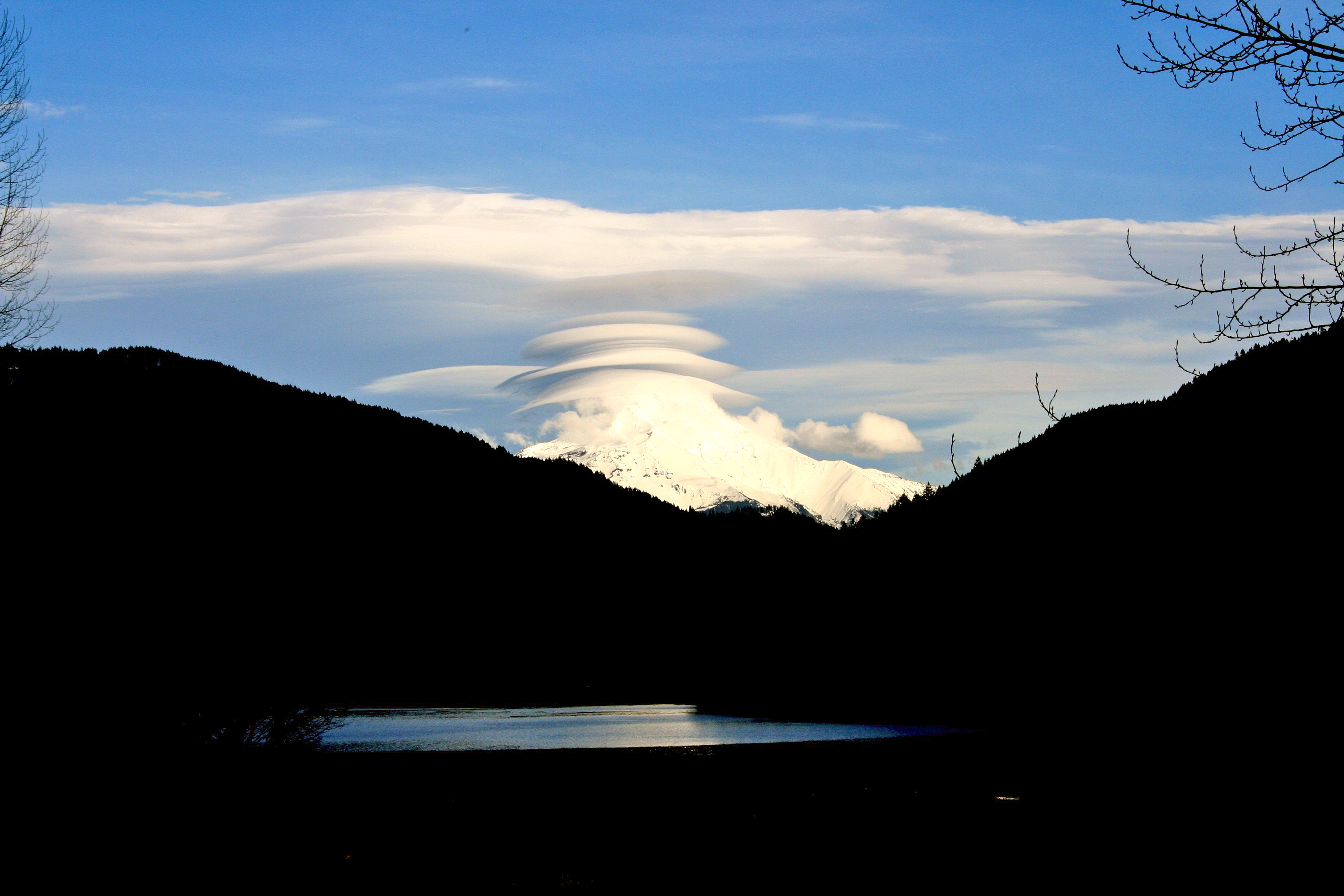
Der Detroit Lake, im Hintergrund der Mount Jefferson

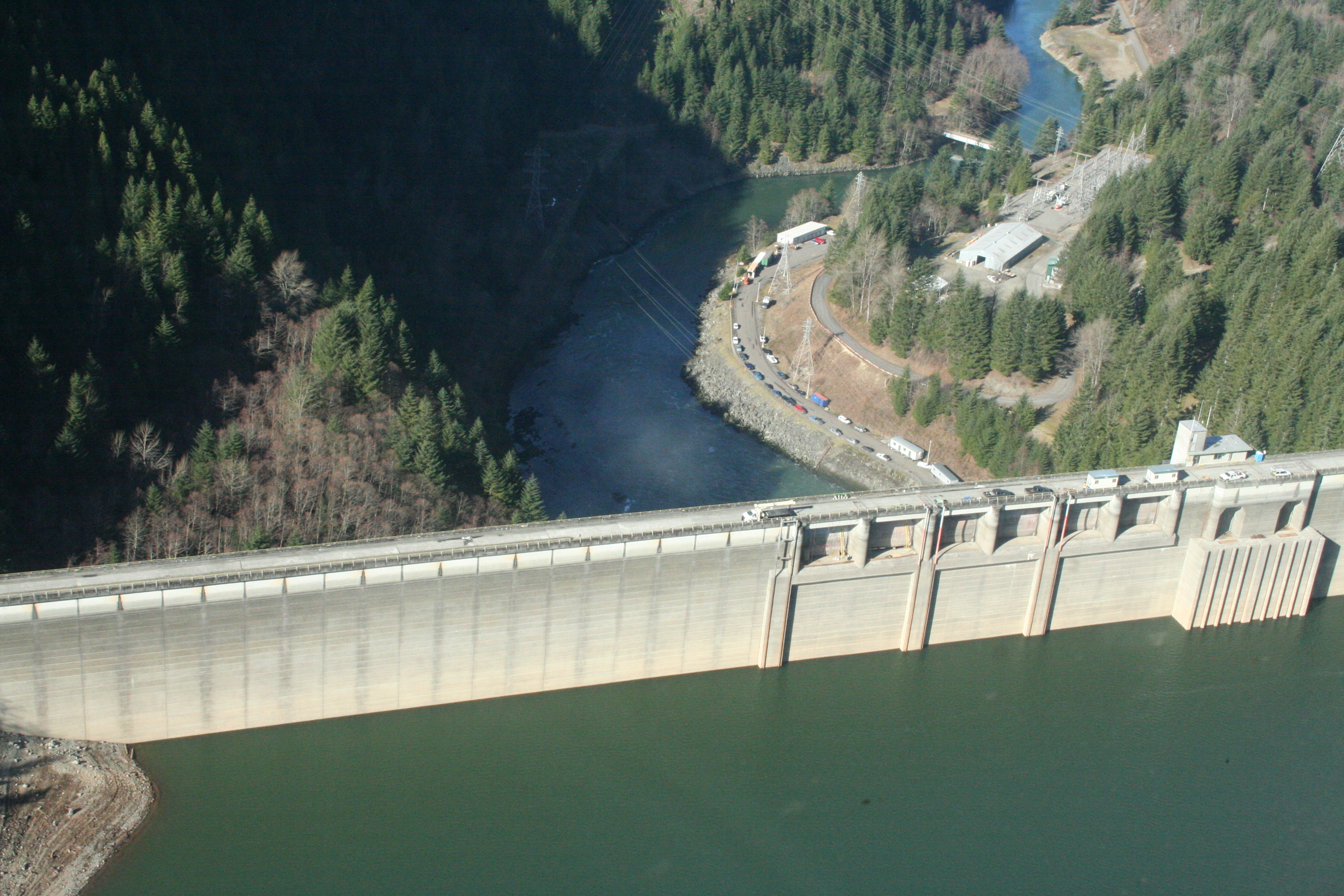
Der Detroit Dam am Detroit Lake

Nach der Volkszählung im Jahr 2000 lebten im County 284.834 Menschen. Es gab 101.641 Haushalte und 70.437 Familien. Die Bevölkerungsdichte betrug 93 Einwohner pro Quadratkilometer. Ethnisch betrachtet setzte sich die Bevölkerung zusammen aus 81,62 % Weißen, 0,89 % Afroamerikanern, 1,44 % amerikanischen Ureinwohnern, 1,75 % Asiaten, 0,36 % Bewohnern aus dem pazifischen Inselraum und 10,58 % Prozent aus anderen ethnischen Gruppen; 3,35 % stammten von zwei oder mehr ethnischen Gruppen ab. 17,10 % der Bevölkerung waren spanischer oder lateinamerikanischer Abstammung.
Von den 101.641 Haushalten hatten 34,50 % Kinder und Jugendliche unter 18 Jahre, die bei ihnen lebten. 53,70 % waren verheiratete, zusammenlebende Paare, 11,00 % waren allein erziehende Mütter. 30,70 % waren keine Familien. 24,00 % waren Singlehaushalte und in 9,50 % lebten Menschen im Alter von 65 Jahren oder darüber. Die Durchschnittshaushaltsgröße betrug 2,70 und die durchschnittliche Familiengröße lag bei 3,19 Personen.
Auf das gesamte County bezogen setzte sich die Bevölkerung zusammen aus 27,40 % Einwohnern unter 18 Jahren, 10,30 % zwischen 18 und 24 Jahren, 28,70 % zwischen 25 und 44 Jahren, 21,20 % zwischen 45 und 64 Jahren und 12,40 % waren 65 Jahre alt oder darüber. Das Durchschnittsalter betrug 34 Jahre. Auf 100 weibliche Personen kamen 101,10 männliche Personen, auf 100 Frauen im Alter ab 18 Jahren kamen statistisch 99,50 Männer.
Das jährliche Durchschnittseinkommen eines Haushalts betrug 40.314 USD, das Durchschnittseinkommen der Familien betrug 46.202 USD. Männer hatten ein Durchschnittseinkommen von 33.841 USD, Frauen 26.283 USD. Das Prokopfeinkommen betrug 18.408 USD. 13,50 % der Bevölkerung und 9,60 % der Familien lebten unterhalb der Armutsgrenze. 18,10 % davon waren unter 18 Jahre und 7,40 % waren 65 Jahre oder älter.

## Städte
- Aumsville
- Aurora
- Detroit
- Donald
- Gates
- Gervais
- Hubbard
- Idanha
- Jefferson
- Keizer
- Mount Angel
- St. Paul
- Salem
- Scotts Mills
- Silverton
- Styton
- Sublimity
- Turner
- Woodburn

### Gemeindefreie Gebiete
- Breitenbush
- Brooks
- Butteville
- Chmpoeg (Geisterstadt)
- Four Corners
- Hayesville
- Jordan
- Labish Village
- Marion
- Mehama
- Monitor
- Pratum
- St. Louis
- Santiam Junction
- West Stayton